# EMBiology
EMBiology és una base de dades bibliogràfica que se centra en la indexació de la literatura en les ciències de la vida en general. La cobertura inclou la recerca fonamental i la recerca aplicada.
Va ser creada el juny de 2005, per l'editorial Elsevier. Està dissenyada per ser més petit que EMBASE, amb resums i la indexació de 1.800 revistes no cobertes per la base de dades més gran. Tanmateix, hi ha certa superposició. Per tant, està dissenyada específicament per a les institucions acadèmiques que van des de petites a mitjanes i totes les companyies biotecnològiques i farmacèutiques.
Amb cobertura mundial i cobertura de fitxers posteriors a 1980, aquesta base de dades conté més de quatre milions de registres bibliogràfics, amb 250.000 registres addicionals anuals. Té cobertura per cobrir la indexació de 2.800 títols actius; es tracta de revistes acadèmiques revisades, publicacions comercials i revistes que només estan en format electrònic. Un diccionari de sinònims de ciències de la vida conegut com a EMTREE (vegeu la secció a continuació), i un vocabulari de taxonomia d'organismes de 500.000 termes també formen part d'aquesta base de dades.
El vocabulari de l'organisme prové de les taxonomies descrites pel National Center for Biotechnology Information (NCBI) i pel Integrated Taxonomic Information System (ITIS). Altres recerques de recursos d'Internet que estan disponibles són els números de registre CAS, els números de la comissió enzimàtica, Cross Archive Searching (ARC), ChemFinder, la informació de seqüència molecular, Resource Discovery Network (RDN) i Scrius.
La cobertura de temes inclou biologia molecular, biotecnologia, genètica, bioquímica, microbiologia, biologia cel·lular, biologia del desenvolupament, agricultura, ciència alimentària, ciències vegetals, zoologia, ciències mediambientals, ecologia, toxicologia, ciències de laboratori (investigació fonamental) i ciència en el camp (ciències aplicades).

## Emtree
Emtree és un diccionari de sinònims de ciències de la vida publicat per Elsevier dissenyat per donar suport a EMBASE i a EMBiology. Aquesta base de dades conté descripcions de tota la terminologia biomèdica, indexació de fàrmacs i malalties amb 56.000 termes de cerca i 230.000 sinònims.